# Букадум, Сабри
Сабри Букадум (араб. صبري بوقادوم‎; род. 1 сентября 1958, Константина, Французский Алжир) — алжирский государственный деятель, премьер-министр Алжира с 19 декабря 2019 года, министр иностранных дел Алжира с 31 марта 2019 года.

## Биография

### Ранние годы
Сабри Букадум родился 1 сентября 1958 года в городе Константина, Алжир.

### В правительстве
31 марта 2019 года был назначен министром иностранных дел в правительстве Нуреддина Бедуи. 
С 19 по 28 декабря 2019 года сменил Бедуи на посту и временно исполнял обязанности премьер-министра страны.